# Stadtmuseum Kröpelin
Das Stadtmuseum Kröpelin ist ein stadtgeschichtliches Museum, welches gemeinsam mit der Stadtbibliothek und dem Ostrockmuseum durch die Stadt Kröpelin verwaltet wird. Es zeigt in einer Dauerausstellung Exponate zur Stadtgeschichte Kröpelins wie zum Beispiel eine alte Schusterwerkstatt, Dokumenten- oder Innungsladen, Trachten und Gebrauchsgegenstände. Das Museum versteht sich als Erlebnismuseum. Zahlreiche interaktive Stationen, Schubladen, Klappen, Drehtafeln und Schaukästen beteiligen den Besucher am Erforschen und Entdecken der Geschichte Kröpelins. Die Konzeption zur Neugestaltung des Museums im Jahr 2010 wurde in Zusammenarbeit mit der in Rostock ansässigen Agentur für Grafikdesign Grafik@genten entwickelt.

## Geschichte
Nach der 700-Jahr-Feier der Stadt Kröpelin im Jahr 1949, zu der man zahlreiche Objekte für eine Ausstellung in Haases Hotel zusammengetragen hatte, fasste die Stadt den Plan, eine Heimatstube zu eröffnen. Hierzu wurde bis 1953 ein Raum in Rathaus bereitgestellt. Als der Raum anderweitig genutzt werden sollte, stellte Pastor Johannes Burghardt Räume für die Aufbewahrung der Gegenstände in der Pfarre zur Verfügung.
Am 4. Oktober 1953 wurde das Heimatmuseum nach Zusammenlegung mit der Bücherstube im südlichen Vorbau der Kirche eröffnet.

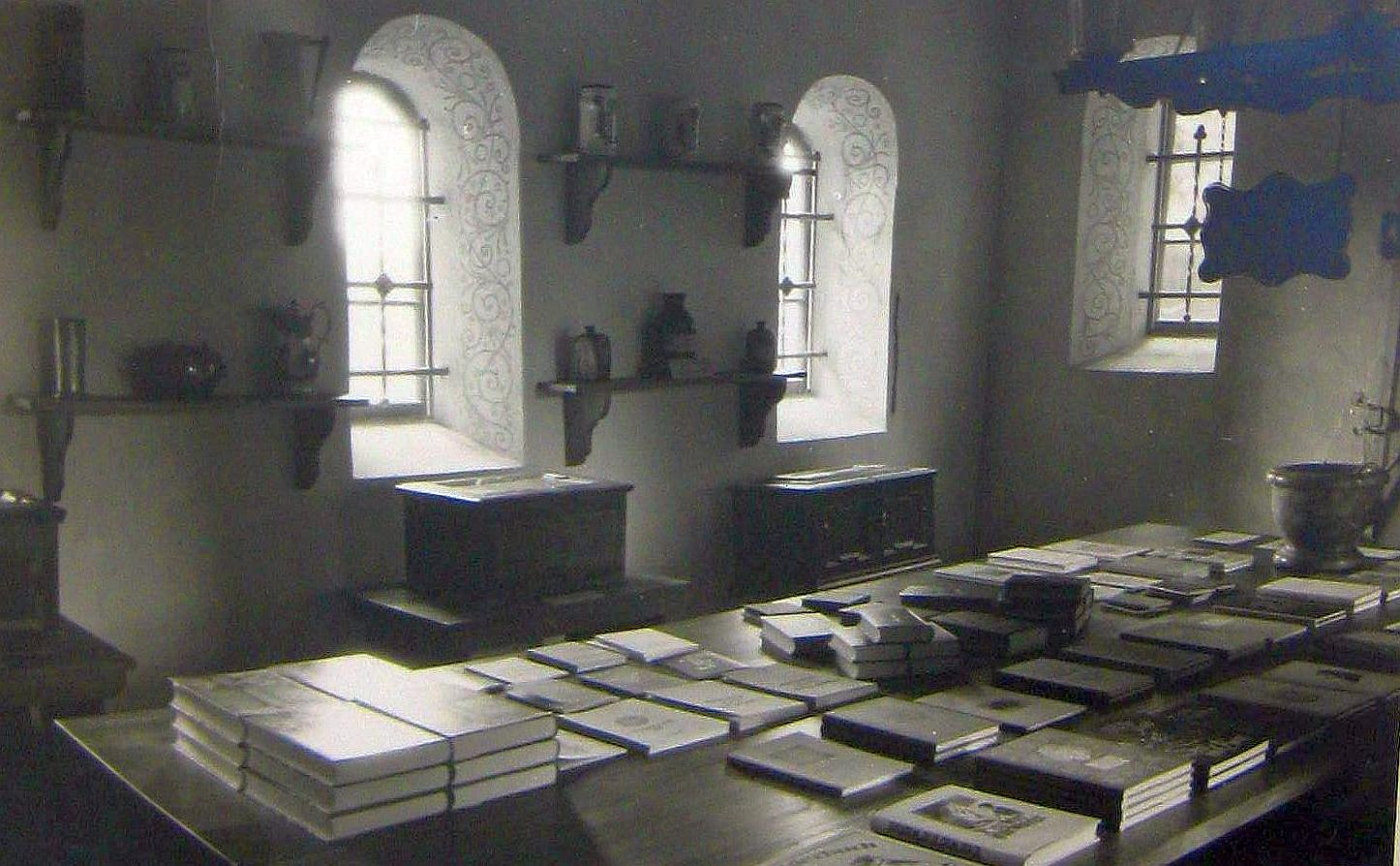
Eröffnung des Heimatmuseums am 4. Oktober 1953

Der nächste Umzug des Museums erfolgte 1980 in den Anbau des Kulturhauses. Am 27. Juni 1980 wurde es als Heimatstube Bölkenhufen wieder eröffnet.
Für seine außerordentlichen Verdienste um die Erhaltung des Museums wurde der Malermeister Georg Böckenhauer 1981 in das „Ehrenbuch des Kreises“ eingetragen.

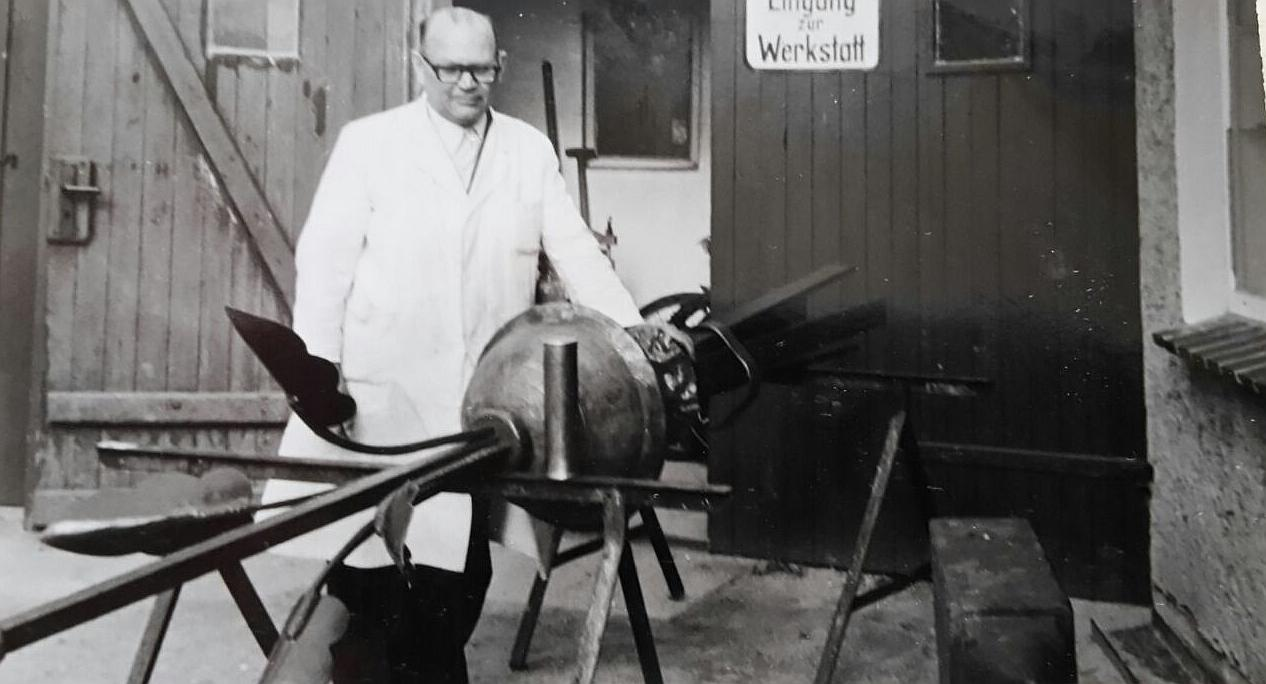
Historische Dokumente werden 1976 in der Kapsel der Kirchturmspitze deponiert. Auf dem Bild Georg Böckenhauer.

Ende 1996 erfolgte noch einmal ein Umzug in das Rathaus.
Am 14. September 2006 wurde in der Stadtvertretersitzung Kröpelin der Beschluss gefasst, das Gebäude in der Hauptstraße 5 zu sanieren und zu modernisieren. Geplant wurde die Nutzung für die Stadtbibliothek, das Stadtmuseum und ein Magazin/Archiv. Nach Abschluss der Arbeiten wurde das Stadtmuseum am 28. Mai 2010 in den neuen Räumen wieder eröffnet.
2023 erarbeiteten die Agenturen für Grafikdesign Grafik@genten und Herzwerk Marketing ein Expose für einen virtuellen Rundgang durch das Stadtmuseum und entlang des historischen Pfads, an dem die Besucher anhand der angebrachten QR-Codes teilhaben können.
775 Jahre Stadtgeschichte ließen die Kröpeliner in einem Umzug in den Feierlichkeiten vom 30. Mai 2024 bis 2. Juni 2024  Revue passieren. Einen Höhepunkt bildete die Aufführung des Schauspiels Die Hexe von Kröpelin gespielt von Kröpeliner Bürgern.

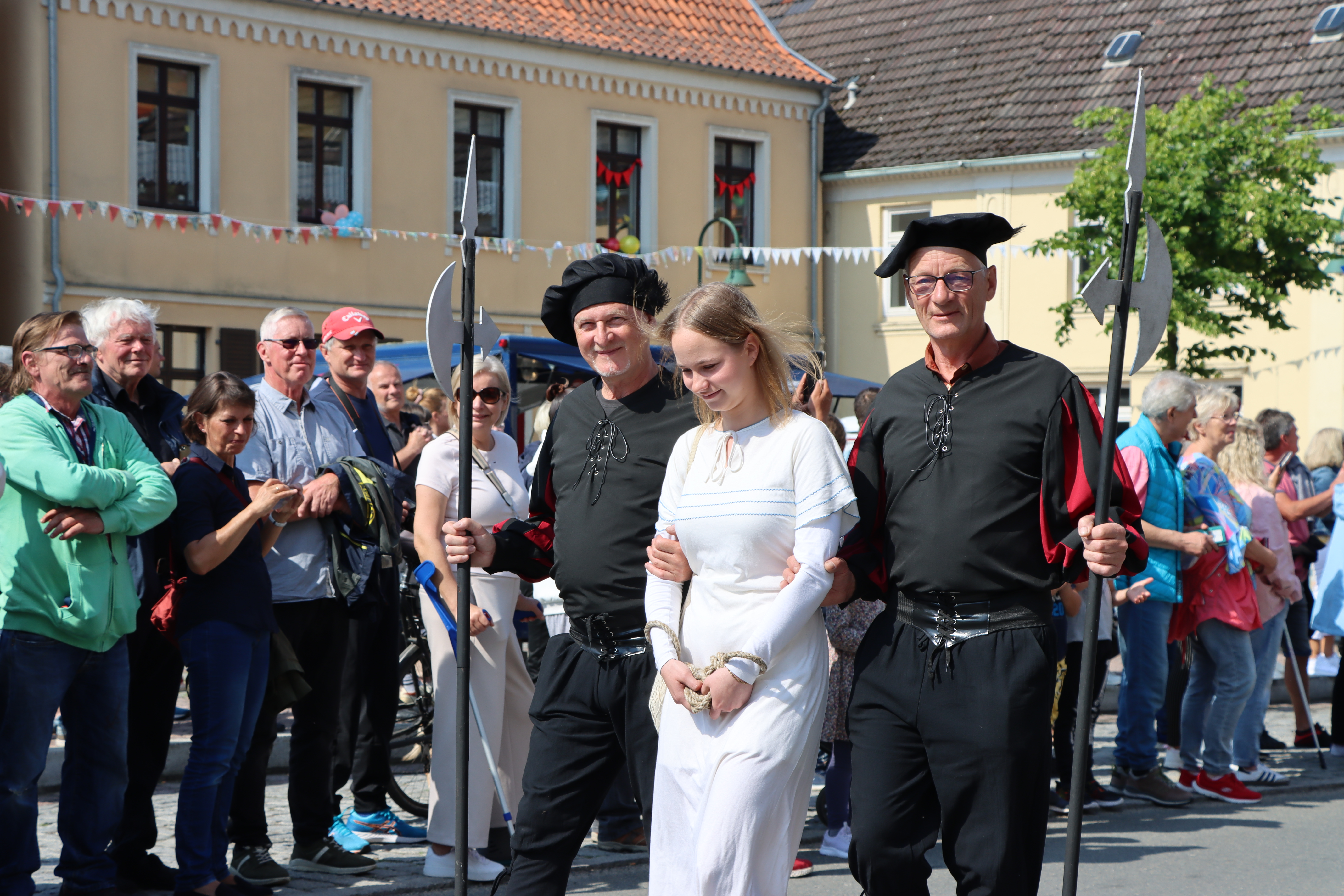
Festumzug anlässlich der Feierlichkeiten zur 775-Jahr-Feier der Stadt Kröpelin am 1. Juli 2024. In der Bildmitte Kröpeliner Bürger, die als Darsteller an der Aufführung des Schauspiels Die Hexe von Kröpelin am 30. Mai 2024 mitgewirkt haben.

Der Eintritt in das Stadtmuseum berechtigt gleichzeitig zum Besuch des 2015 im gleichen Haus eröffneten Ostrockmuseums.

## Thematische Bereiche
Im Stadtmuseum Kröpelin werden Informationen zur Geschichte des Ortes in den folgenden thematischen Bereichen vermittelt:
- Mythische Wurzeln – die Geschichte des Ortsnamens
- Vom Dorf zur Stadt – Siedlungshistorie
- Eine Stadt sucht ihren Weg – Stadtentwicklung
- Vereinsleben – Kröpeliner Vereine
- Historische Ansichten – Kröpelin auf Postkarten
- Ackerbürger- und Schusterstadt – wirtschaftliche Entwicklung
- Schulgeschichte – Schulwesen in Kröpelin
- Kaiserzeit – Fortbestehen unter der Monarchie
- Weimarer Republik – Republik ohne Republikaner
- Nationalsozialismus – Leben unterm Hakenkreuz
- Deutsche Demokratische Republik – die Zeit im Sozialismus
- Persönlichkeiten – bekannt gewordene Kröpeliner

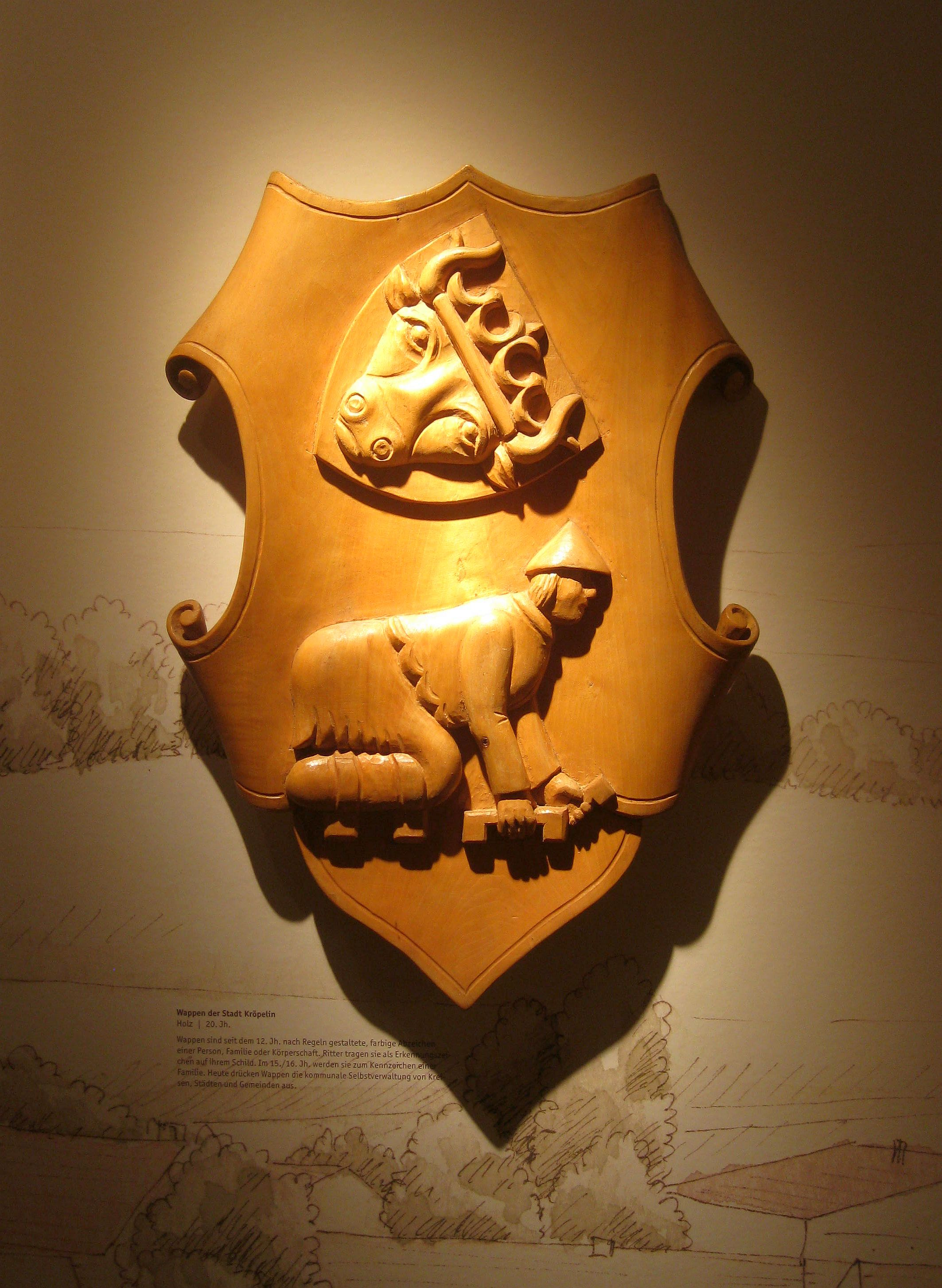
Wappen der Stadt Kröpelin
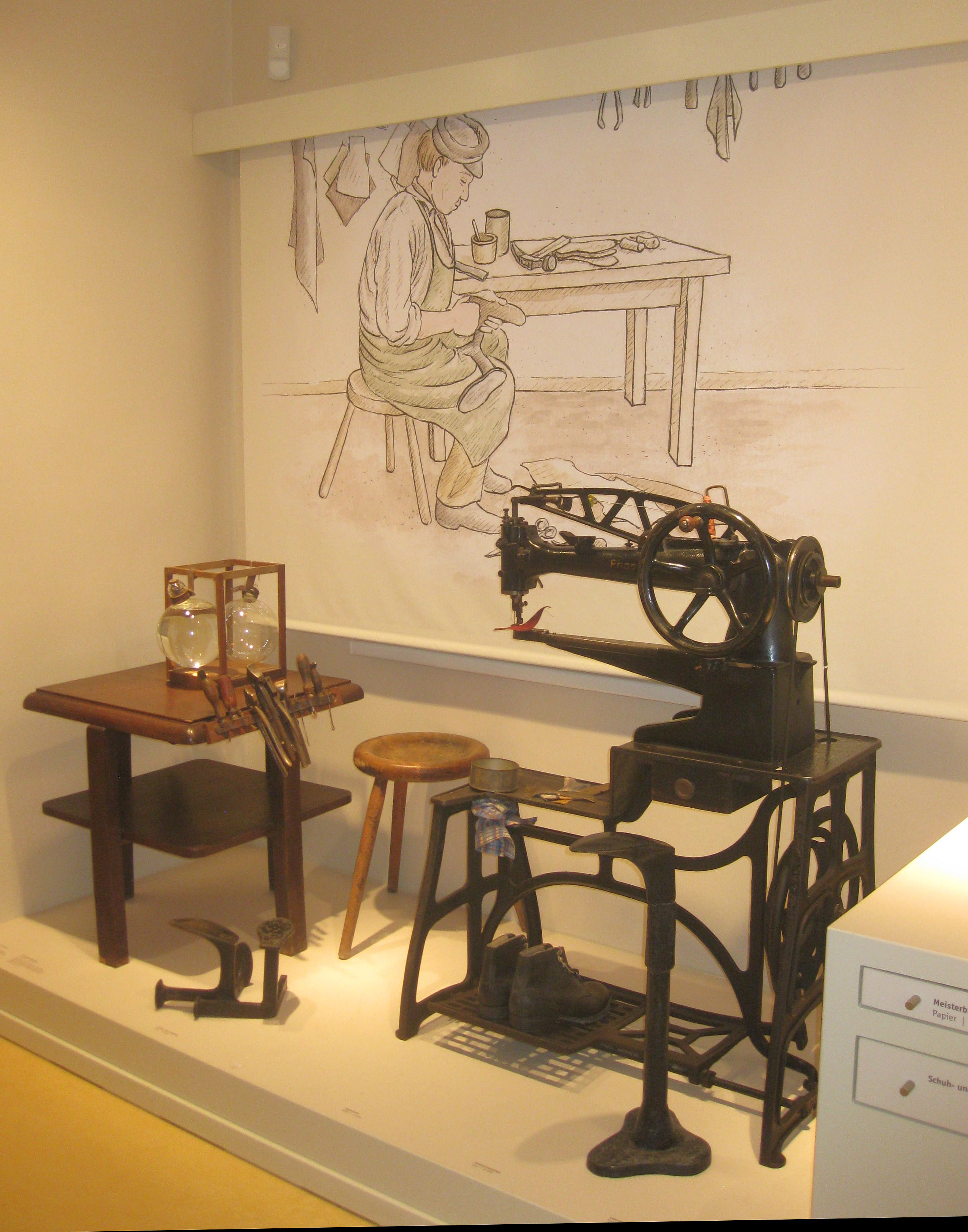
Schusterwerkstatt
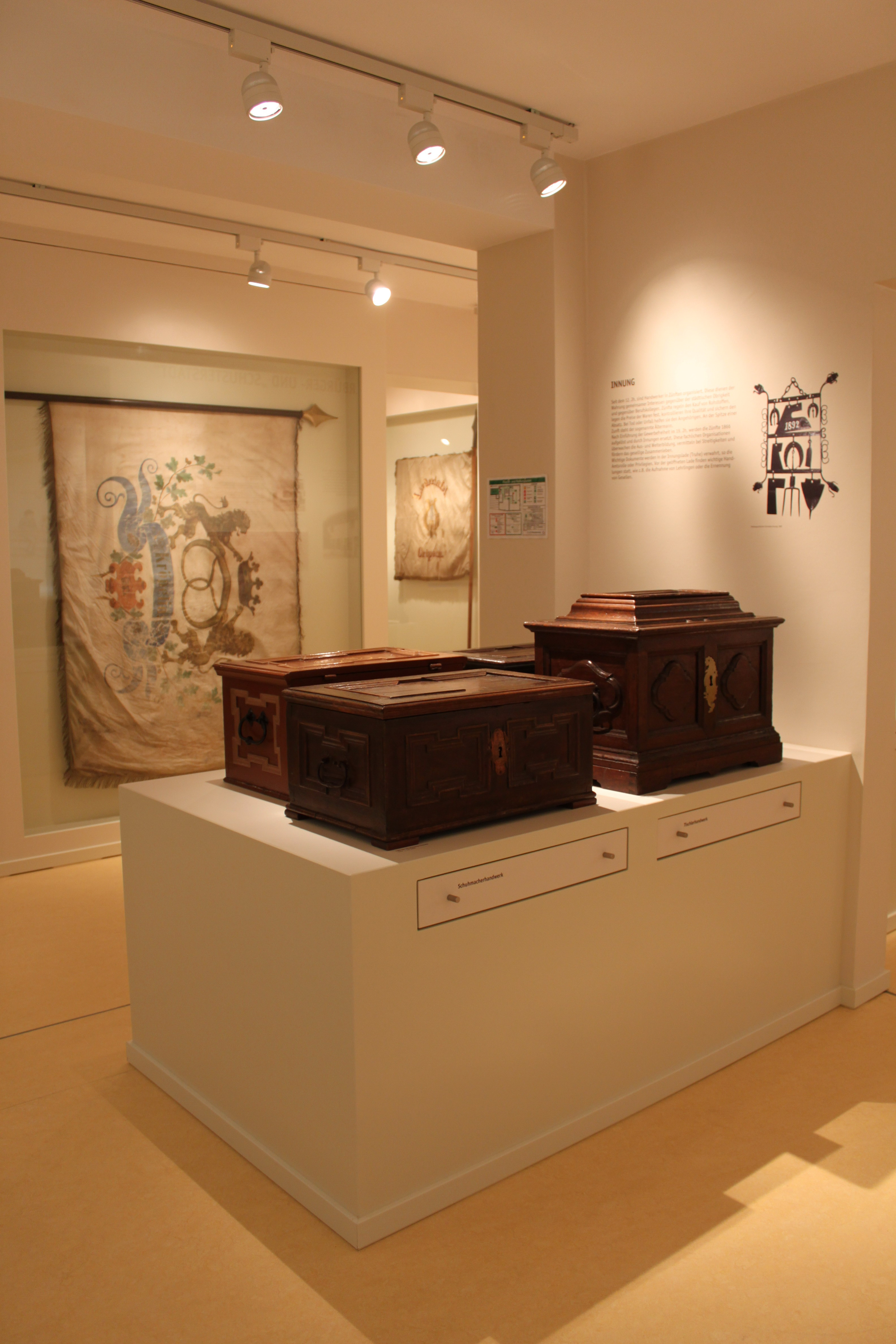
Zunftladen der Handwerkerinnungen

## Veranstaltungen und Projekte
Unterschiedliche Veranstaltungsformate ergänzen das Angebot der Ausstellung:
- Führungen auf dem historischen Pfad
- Führungen durch das Museum für Schulklassen
- Projekttage zur Stadtgeschichte für die Grundschule

## Historischer Pfad
Der historische Pfad führt zu geschichtsträchtigen Orten der Stadt.

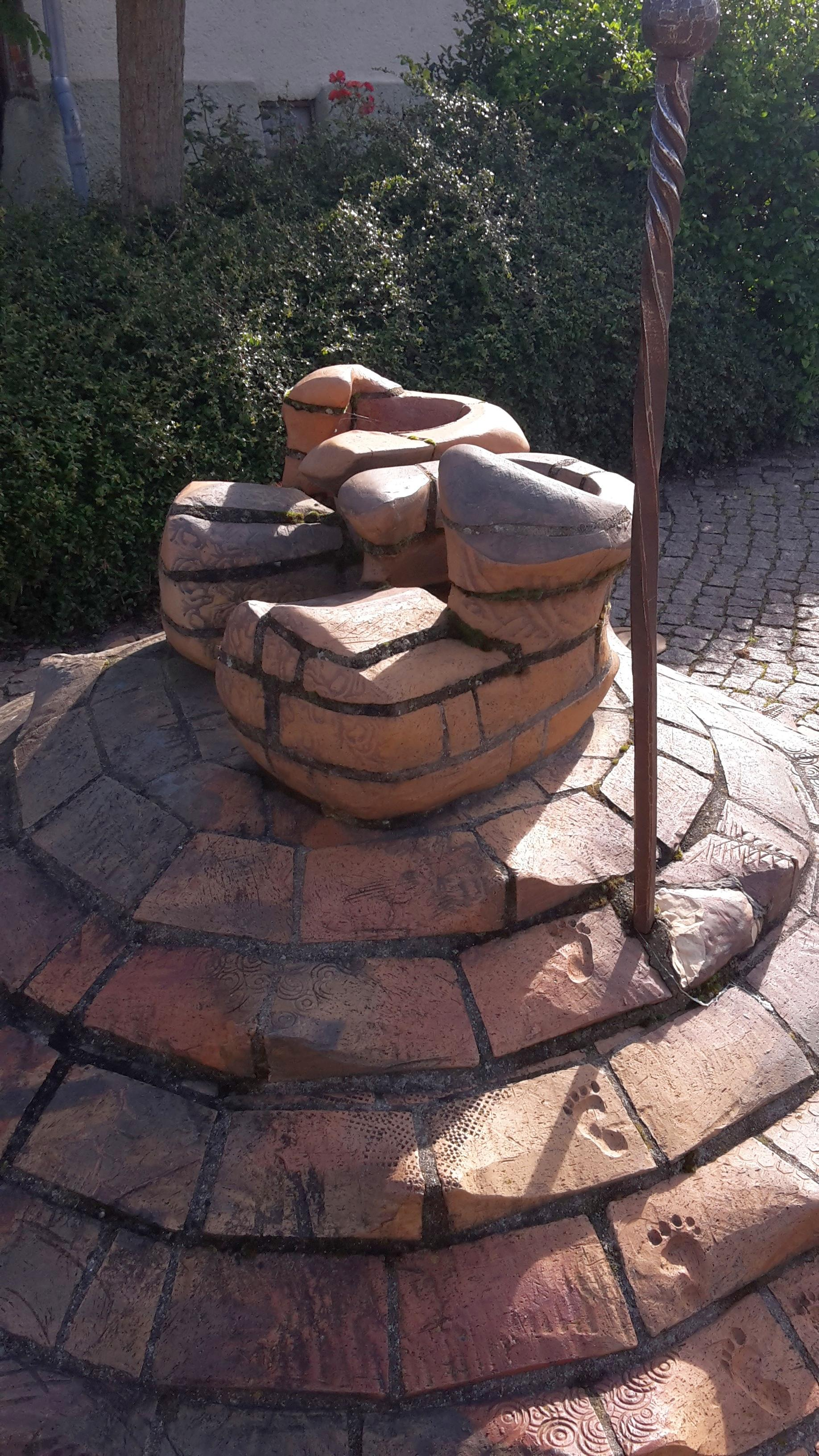
Schusterdenkmal
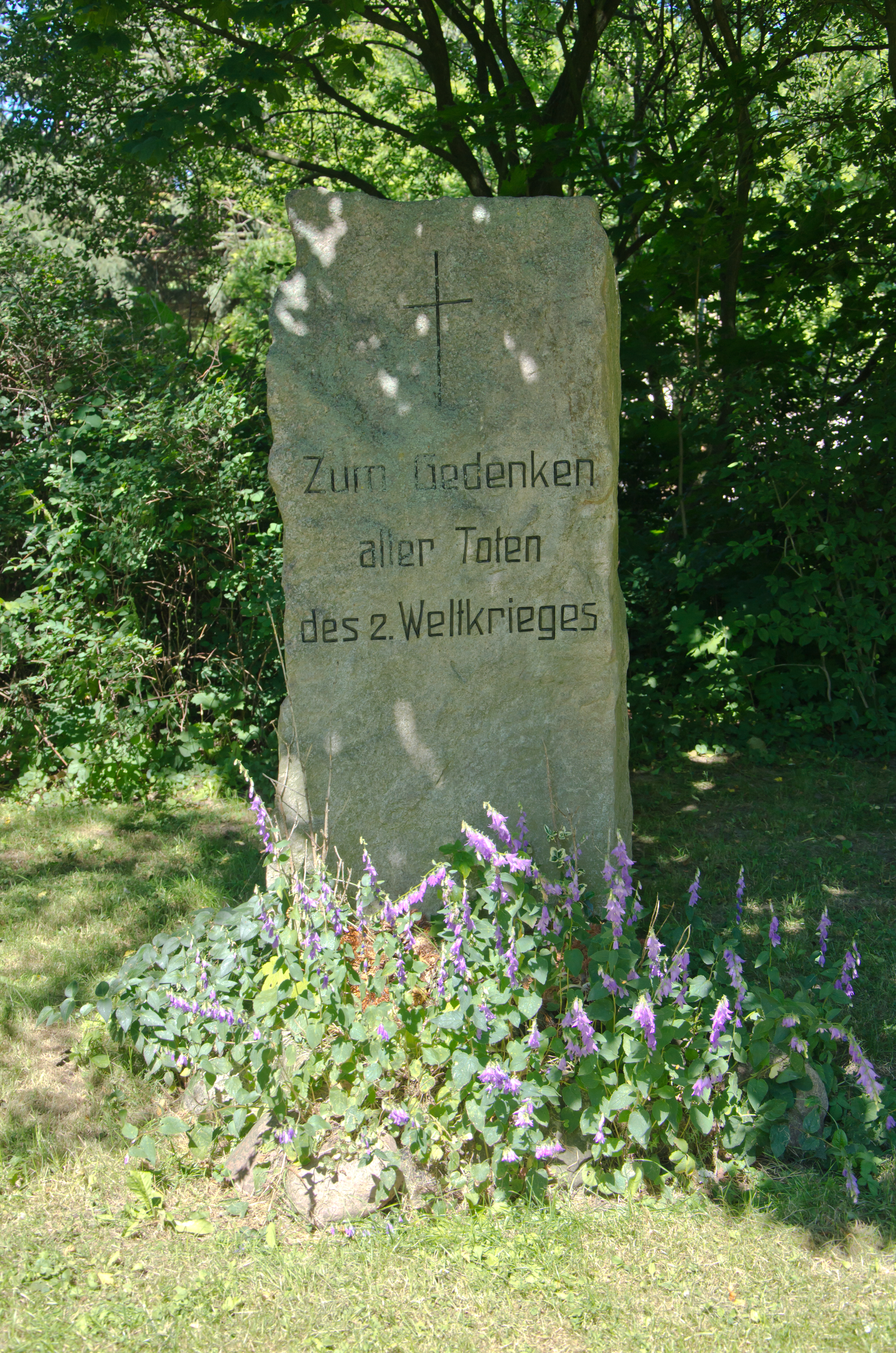
Gedenkstein

- Gedenksteine
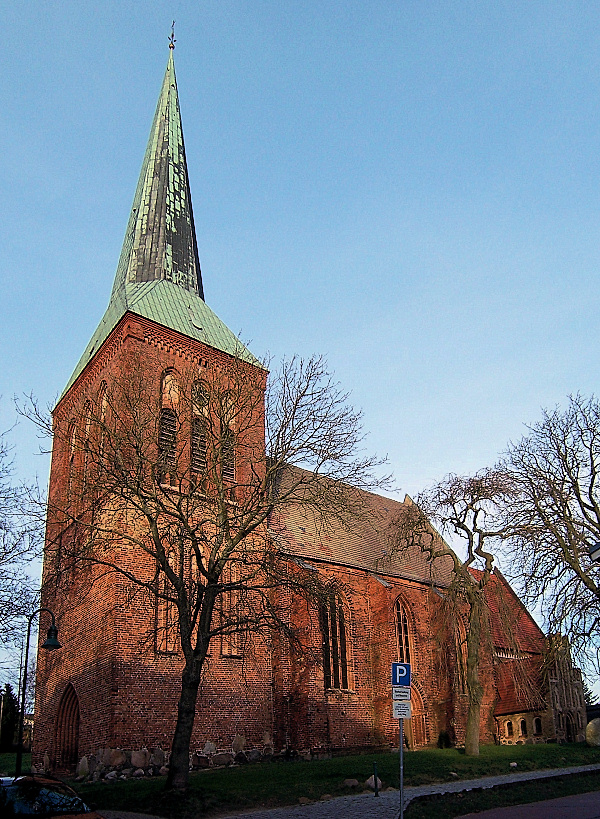
Evangelische Kirche

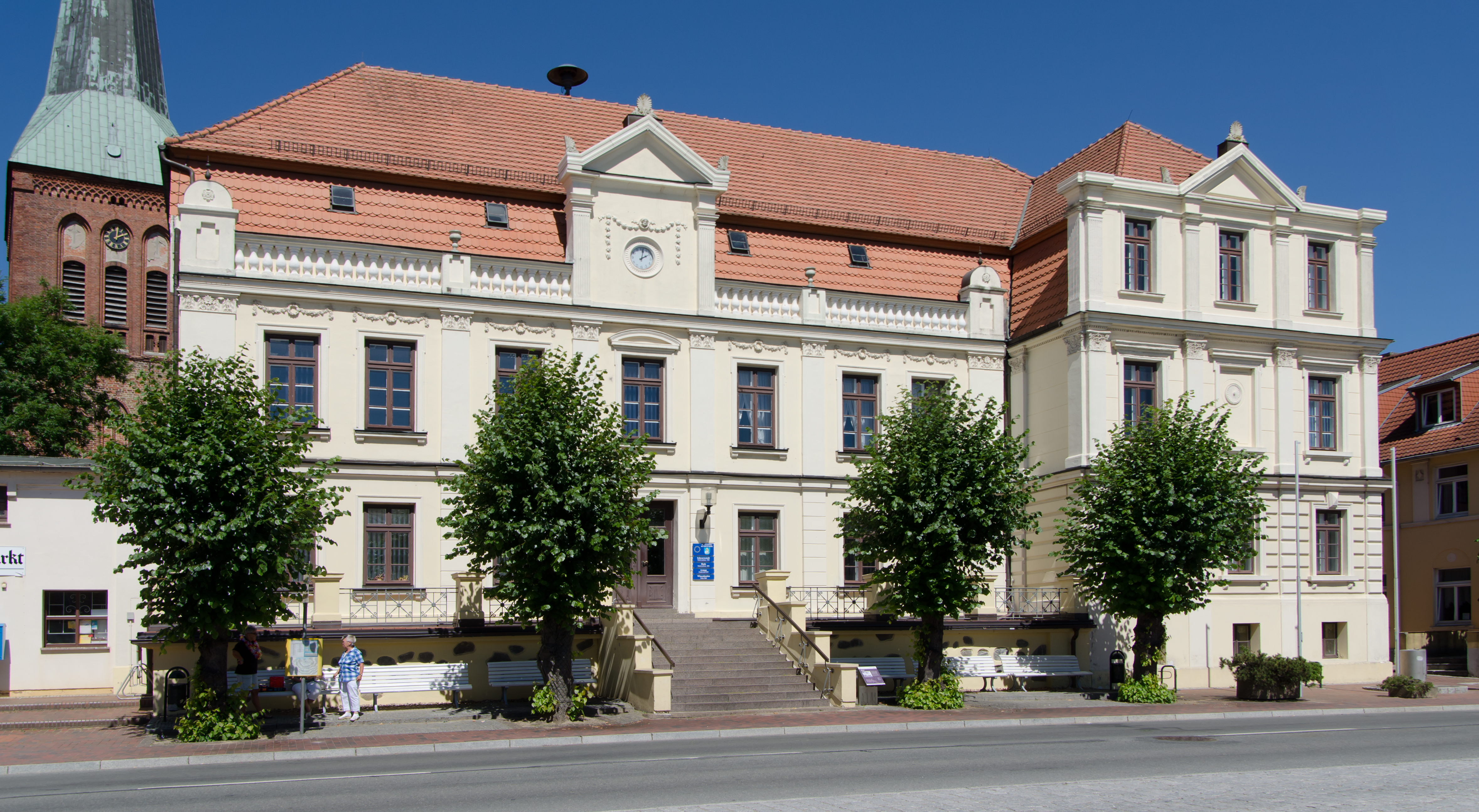
Rathaus
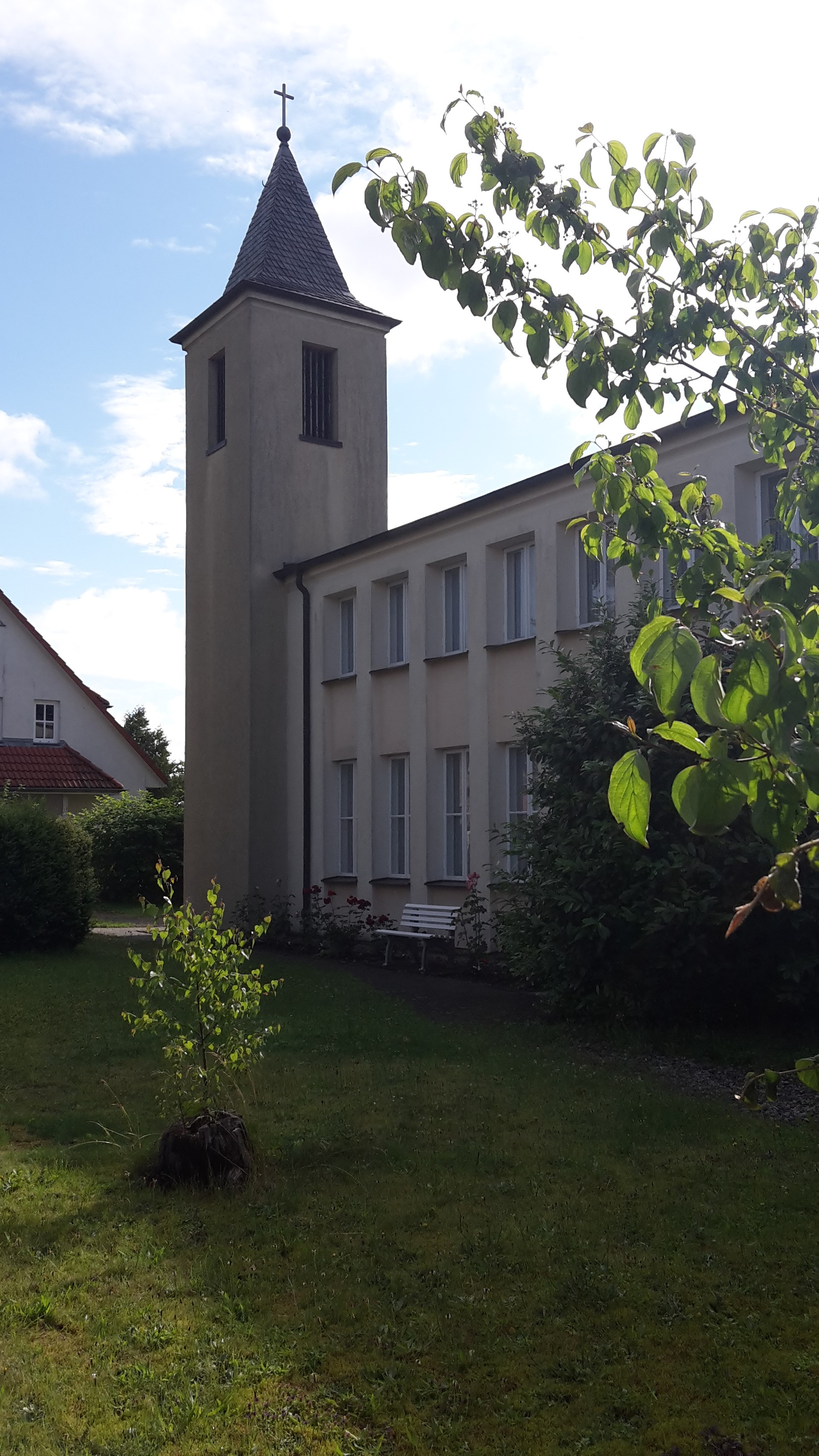
Katholische Kirche
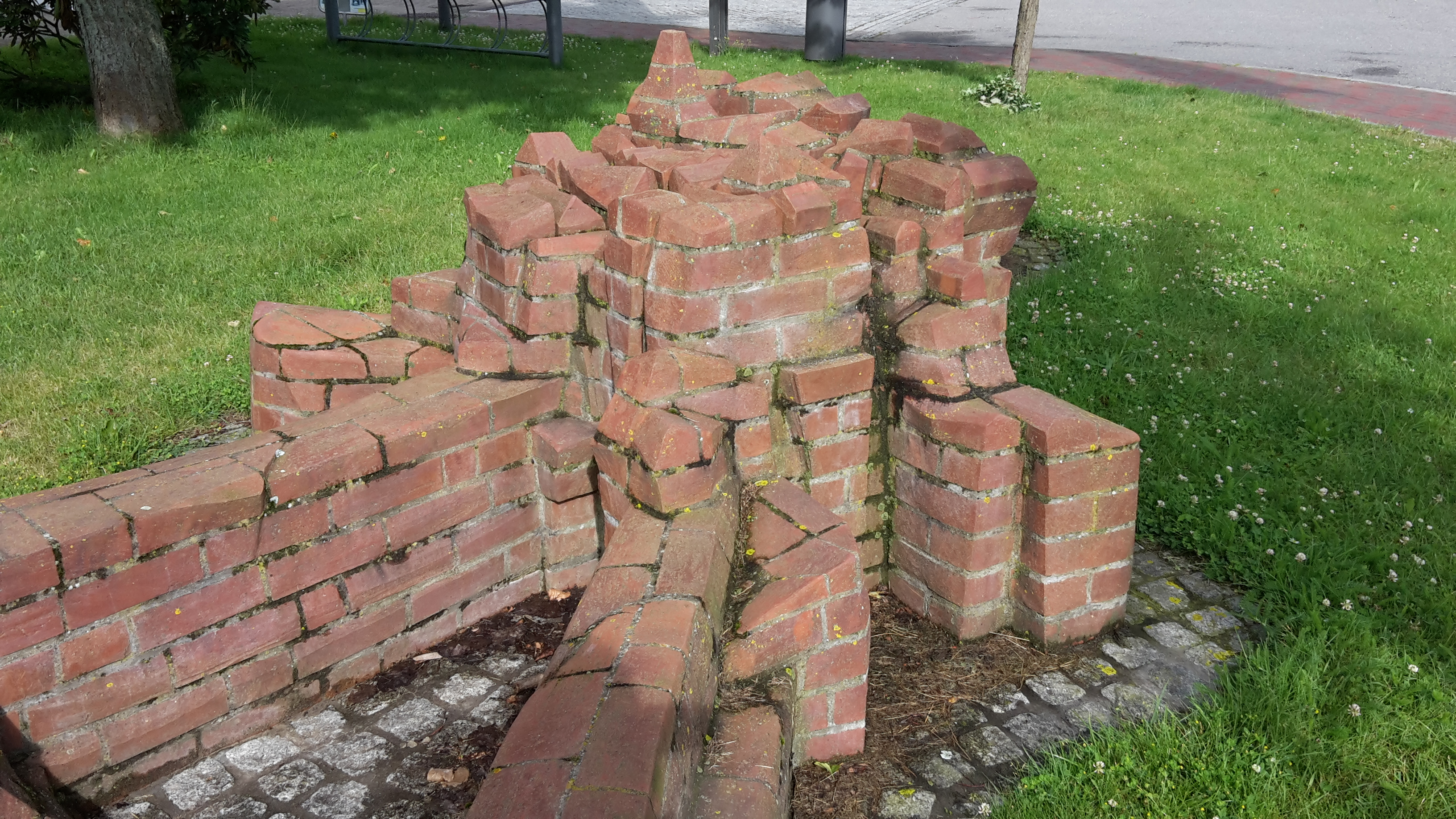
Denkmal „Kristall“

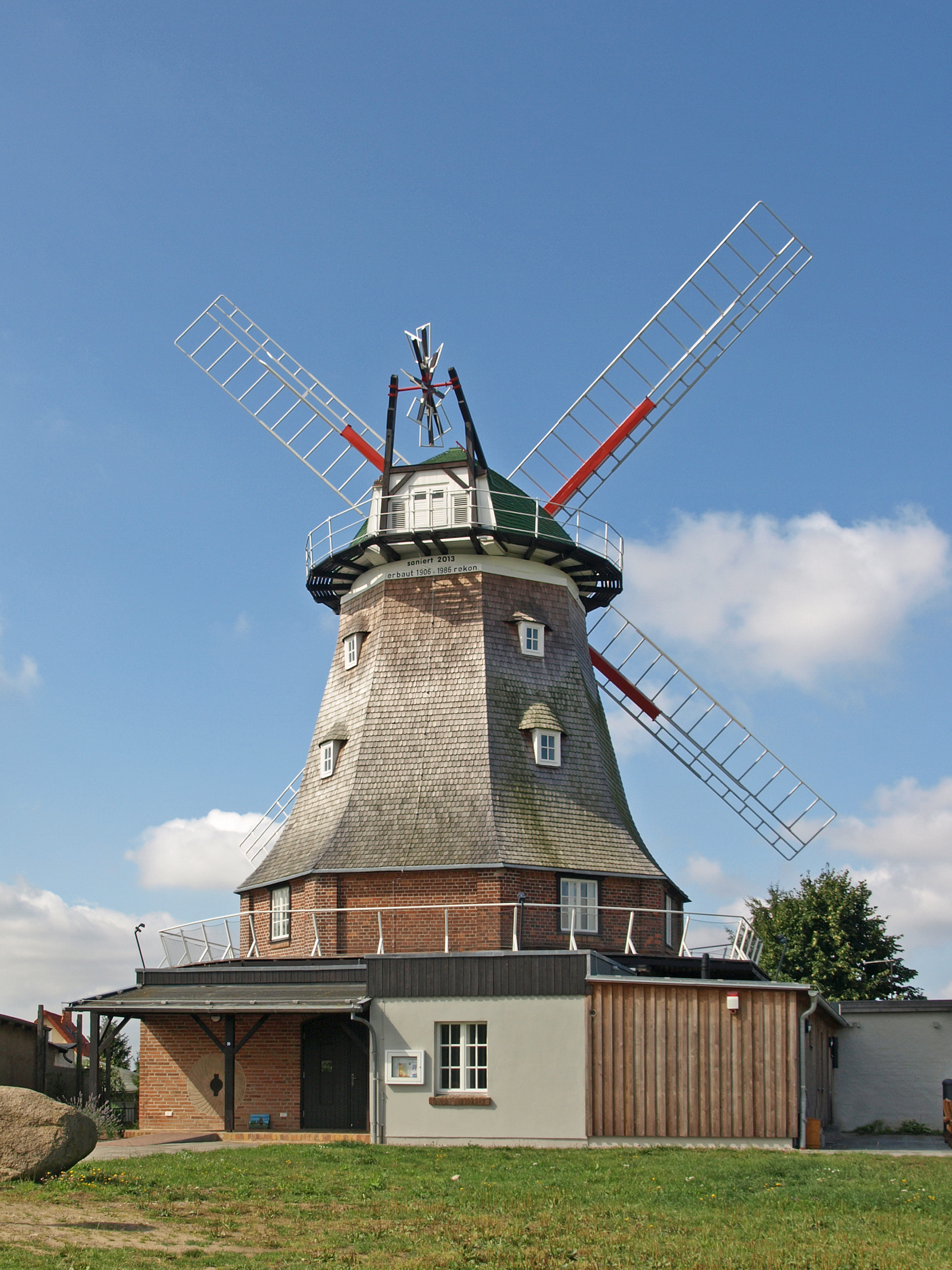
Kröpeliner Mühle
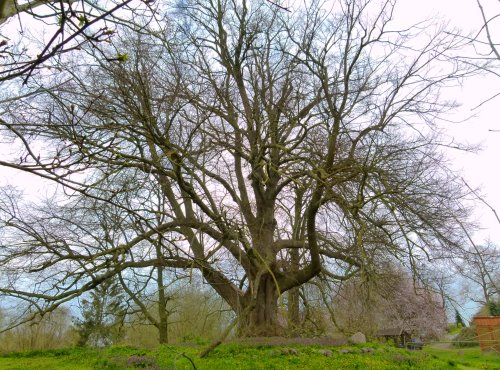
Gerichtslinde Brusow
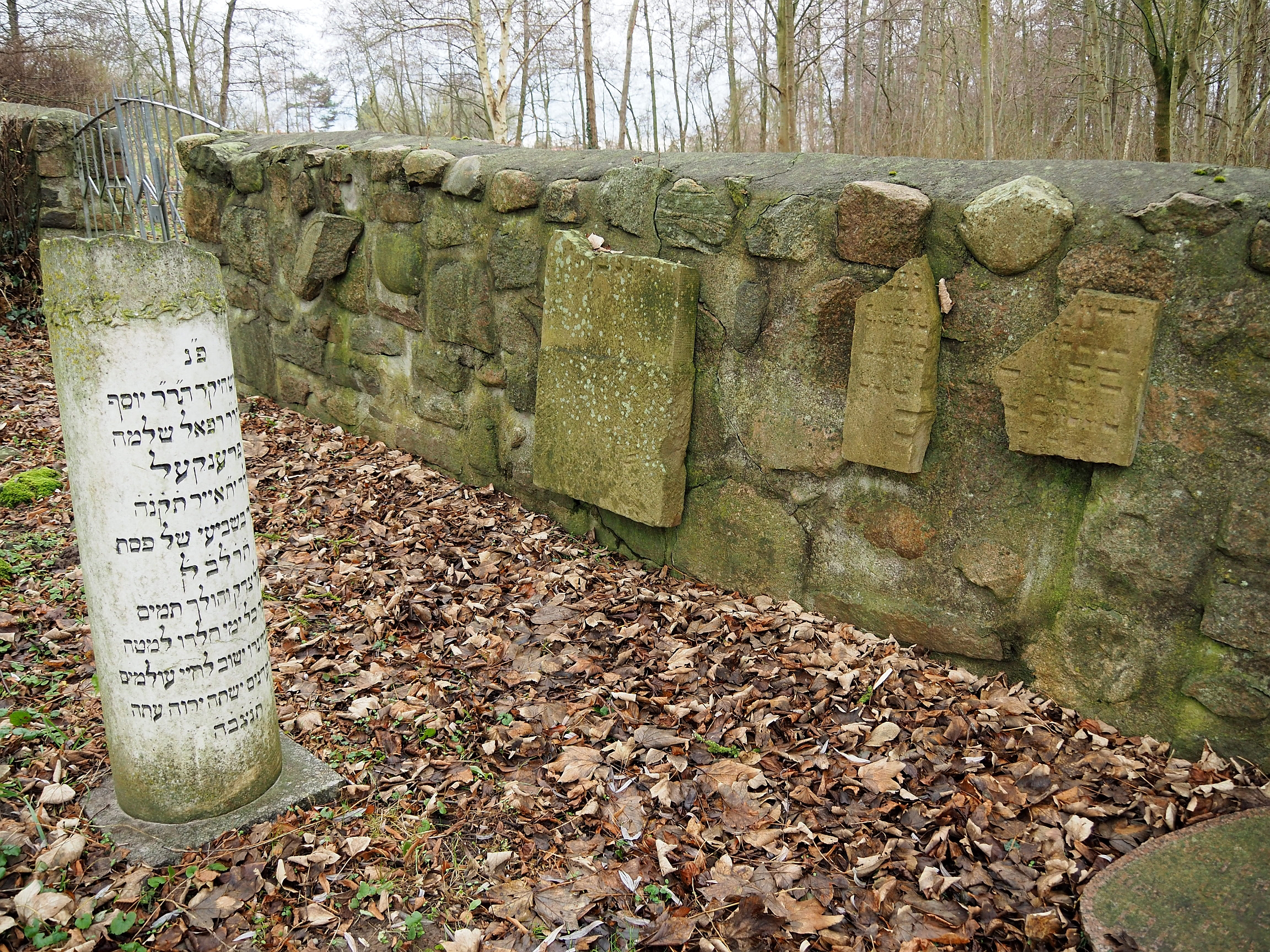
Jüdischer Friedhof

- Schusterdenkmal
- Gedenkstein
- Evangelische Kirche

- Rathaus
- Katholische Kirche
- Denkmal „Kristall“

- Kröpeliner Mühle
- Gerichtslinde Brusow
- Jüdischer Friedhof